# Градски стадион у Гњилану
Градски стадион у Гњилану (алб. Stadiumi i Qytetit të Gjilanit) је фудбалски стадион у Гњилану, Косово и Метохија, Србија. Тренутно се користи највише за фудбалске мечеве и он је домаћи терен СК Гњилане и ФК Дрита. Стадион је довршен 1967. али се реконструкције раде од 2017. Стадион држи капацитет од 15.000 људи.